# Simplicia butesalis
Simplicia butesalis är en fjärilsart som beskrevs av Walker 1859. Simplicia butesalis ingår i släktet Simplicia och familjen nattflyn. Inga underarter finns listade i Catalogue of Life.